# 深町彩里
深町 彩里（ふかまち あやり、1988年8月22日 - ）は、日本の女性声優。東京都出身。81プロデュース所属。

## 来歴
瀧野川女子学園中学校・高等学校卒業。小学校、中学時代に放送委員を務めており、その時にマイクの前で話すことが好きになり、職業としての声優を目指した。2008年にディズニー映画『ティンカー・ベル』の主人公・ティンカー・ベル役のオーディションに参加、合格しデビューする。2010年から81プロデュースのジュニア所属となった。

## 人物
趣味・特技はバドミントン、読書。

## 出演
太字はメインキャラクター。

### テレビアニメ
- SKET DANCE（2012年、ソフトボール部員）

### ボイスコミック
- ユニコ（2012年、チャオ）

### ゲーム
- 白夜極光（2022年、ブランディ）[6]

### 吹き替え

#### 映画
- お兄ちゃんはデンマザー（2011年、ティナ）
- ステップ・アップ3（2011年、少女1、学生女2 他）

#### テレビドラマ
- LAW&ORDER クリミナル・インテント（2012年、ジョシー、ケイティ 他）

#### アニメ
2000年代
- キッドvsキャット（2008年、フィービー、ドクターK 他）
- ティンカー・ベル（2008年、ティンカー・ベル）
- ティンカー・ベルと月の石（2009年、ティンカー・ベル）
- ベン10 エイリアンフォース（2009年、プロビティ）

2010年代
- キック ザ・びっくりボーイ（2010年、ペネロペ、ティーナ）
- ティンカー・ベルと妖精の家（2011年、ティンカー・ベル）
- ピクシー・ホロウ・ゲームズ 妖精たちの祭典（2012年、ティンカー・ベル）
- ちいさなプリンセス ソフィア（2012年、クラックル）
- ティンカー・ベルと輝く羽の秘密（2013年、ティンカー・ベル）
- ティンカー・ベルとネバーランドの海賊船（2014年、ティンカー・ベル）
- ティンカー・ベルと流れ星の伝説（2015年、ティンカー・ベル）

### その他コンテンツ
- 東京ディズニーシー 『フェアリーズ・プリマヴェーラ』（2009年 - 2010年 ティンカー・ベル）
東京ディズニーシーで開催されたスペシャルイベント。ティンカー・ベルによるナレーション、ショー中の台詞を担当。
- 東京ディズニーランド 『ホワイトホリデーパレード』（2010年、ティンカー・ベル）
- 東京ディズニーランド『ハピネス・イズ・ヒア』（ティンカー・ベル）